# Lingue omotiche settentrionali
Le lingue omotiche settentrionali, omotiche Ta-Ne o damotiche sono un gruppo di lingue parlate in Etiopia sudoccidentale. Glottolog ritiene che l'omotico Ta-Ne sia una famiglia linguistica indipendente, mentre classificazioni più vecchie potrebbero collegarlo al ramo omotico della famiglia afroasiatica, sebbene tale affiliazione sia controversa.
Il dizoide viene escluso nelle classificazioni successive, ma è incluso in quelle precedenti.
Un elenco comparativo di parole relativamente completo è fornito in Václav Blažek (2008).

## Suddivisioni
Le quattro suddivisioni omotico Ta-Ne (omotico settentrionale) fornite da Güldemann (2018) sono:
- Ometo - Chara
- Gimira (Bench)
- Gonga
- Yemsa (Yem)

## Numeri
Confronto dei numeri nelle singole lingue:
| Lingua                 | 1                             | 2              | 3              | 4             | 5                          | 6                 | 7                           | 8                           | 9                           | 10                        |
| ---------------------- | ----------------------------- | -------------- | -------------- | ------------- | -------------------------- | ----------------- | --------------------------- | --------------------------- | --------------------------- | ------------------------- |
| Yemsa (Janjero)        | ʔɪsːɔːn11 / ʔɪsa11            | ˈhɛpʰ1 / ʔɛpʰ1 | ˈkʰeːz2        | ʔa11ˈt͡ʃeːt͡ʃ3  | ˈʔʊːt͡ʃ3                    | ʔɪ1ˈsiːʊn1        | ˈnaː1fʊn1                   | ˈnaŋ2riːn1                  | ˈʔɪz1ɡɪn1                   | ʔa1sɪr1                   |
| Chara                  | ʔissa                         | nanta          | keːza          | obda          | učča                       | sapma             | lapma                       | nandirsa                    | bíža                        | tansá                     |
| Gimira (Bench)         | matʼ3                         | nam4           | kaz4           | od4           | ut͡ʃ2                       | sa2pm3            | na2pm3                      | nʸar2tn3                    | irs2tn3                     | tam5                      |
| Maale                  | pétte                         | lamʔó          | haitsó         | ʔoidó         | dónɡo                      | láhhó             | lánkayi                     | sálli                       | tásuɓa                      | táɓɓó                     |
| Dorzze                 | ʔissino ~ istta               | nam(ʔ)á        | heezá ~ heedzi | ʔoidá         | ʔitʃáʃa ~ ʔitʃátʃa         | ʔusúpun ~ ʔusúɸun | láppun ~ láɸun              | hóspun ~ hósɸun             | ʔudúfun ~ ʔudúɸun           | tám(m)i                   |
| Gamo (1)               | ʔissíno / ʔistá               | namʔá          | heedzdzá       | ʔoiddá        | ʔitʃtʃátʃa                 | ʔusúppuna         | laáppuna                    | hóspuna                     | ʔuddúpuna                   | támma                     |
| Gamo (2)               | ʔissio (ʔista)                | namʔa          | heedzdza       | ʔojdda        | ʔitʃtʃatʃtʃa               | ʔuspuna           | laappuna                    | hospuna                     | ʔuddupuna                   | tamma                     |
| Gofa                   | ʔistá                         | namʔʔá         | heedzdzá       | ʔoiddá        | ʔitʃtʃáʃa                  | ʔusúppuna         | laáppuna                    | hósppuna                    | ʔuddúfuna                   | támma                     |
| Oyda                   | féttó                         | lamʔí          | ɦaiddzí        | ʔoiddí        | ʔíccin                     | ʔizíppun (1+5)    | láappun (2+5)               | ʔóspun (3+5)                | ʔiddífun (4+5)              | táɓɓó                     |
| Wolaitta               | ʔisttá                        | naaʔʔá         | heezzá         | ʔoiddá        | ʔitʃtʃáʃa                  | ʔusúppuna         | laápuna                     | hósppuna                    | ʔuddúpuna                   | támma                     |
| Koorete                | ˈbɪ́dzːɔ̀                       | ˈlámʔɛ̀         | ˈháʸdzɛ̀        | ˈʔɔ́ʸdːɛ̀       | ʔɪ̀ˈtʃɪ́tʃɛ̀                  | ʔɪ̀ˈzːúɸɛ̀          | ˈláːpɛ̀                      | hàˈzːúpːɛ̀                   | ʔɔ̀ˈdːúpːɛ̀                   | ˈtʰámːɛ̀                   |
| Zargulla               | bizzó                         | námʔa          | háidts         | ʔoídd         | ʔišíčč                     | ʔizíp             | laáp                        | lakkúče                     | tansíne                     | támm                      |
| Basketo (1)            | péttɑ́n or péttí (as modifier) | nɑ̀mʔí          | hɑ̀izzí         | òiddí         | ìʃʃín                      | lèhí              | tɑ̀bzɑ́                       | lɑ̀mɑ́hɑ́i ~ lɑ̀mɑ́kɑ́i           | sɑ̀ɑkɑ̀lí ~ sɑ̀ɑkìlí           | tɑ́ɓɓɑ́                     |
| Basketto (2)           | pʰɜtʰːɜn                      | nɑmʔi          | ɑjdzi          | ojdi          | ɪʃːɪn                      | lɜhi              | tɑbzɑ                       | lɑmɑkʰɑj                    | sɑːkʰɑli                    | tɑʔɓɑ                     |
| Anfillo (Southern Mao) | ikkó                          | ɡuttó          | kedzó          | auddó         | amittó (loan from Semitic) | ʃirtó             | ʃabattó (loan from Semitic) | ʃimittó (loan from Semitic) | yiriŋɡó                     | aʃiró (loan from Semitic) |
| Boro (Shinasha) (1)    | íka                           | ɡitá           | kééza          | áwəddá        | utsá                       | ʃərə́ta            | ʃawáta                      | ʃəmə́ta                      | dʒeɗija                     | tátsa                     |
| Boro (Shinasha) (2)    | íkka / íkkà                   | ɡittá / ɡíttà  | keːzá / keezá  | áwddá / aẃddà | uːsá / uttsá               | šerita / širrᵊtà  | šawáta / šawaatà            | šimíta / šəmmətà            | ǰeːriyá / yeːriyá / jeedíyà | tása / tattsá             |
| Shekkacho (Mocha)      | ikka                          | ɡuttaa         | keejjaa        | awuddaa       | uuččaa                     | širittaa          | šabaattaa                   | šimittaa                    | yitʼiyaa                    | aširaa                    |